# Zolotoi Rog

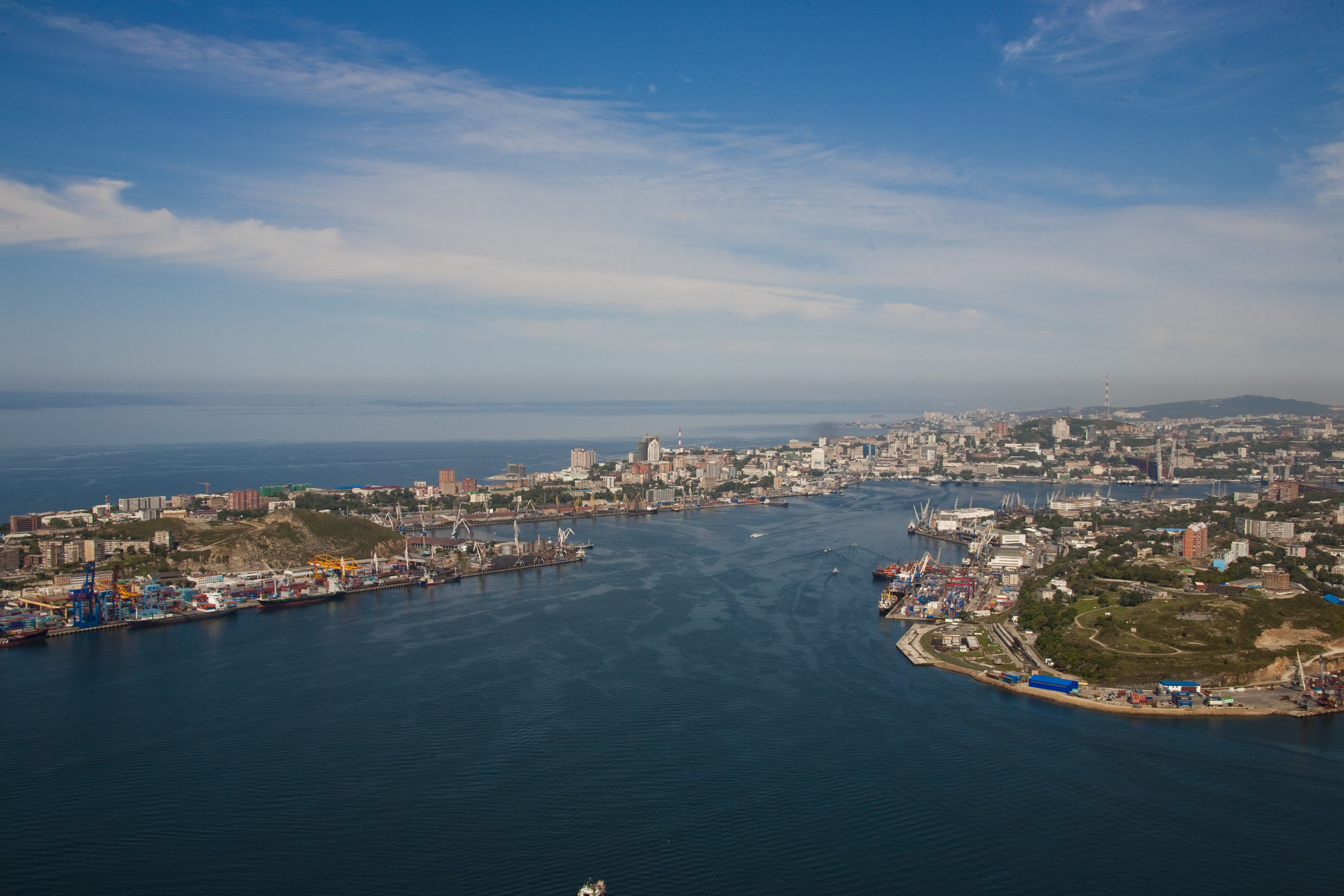
Baía de Zolotoi Rog e a Península de Egersheld.

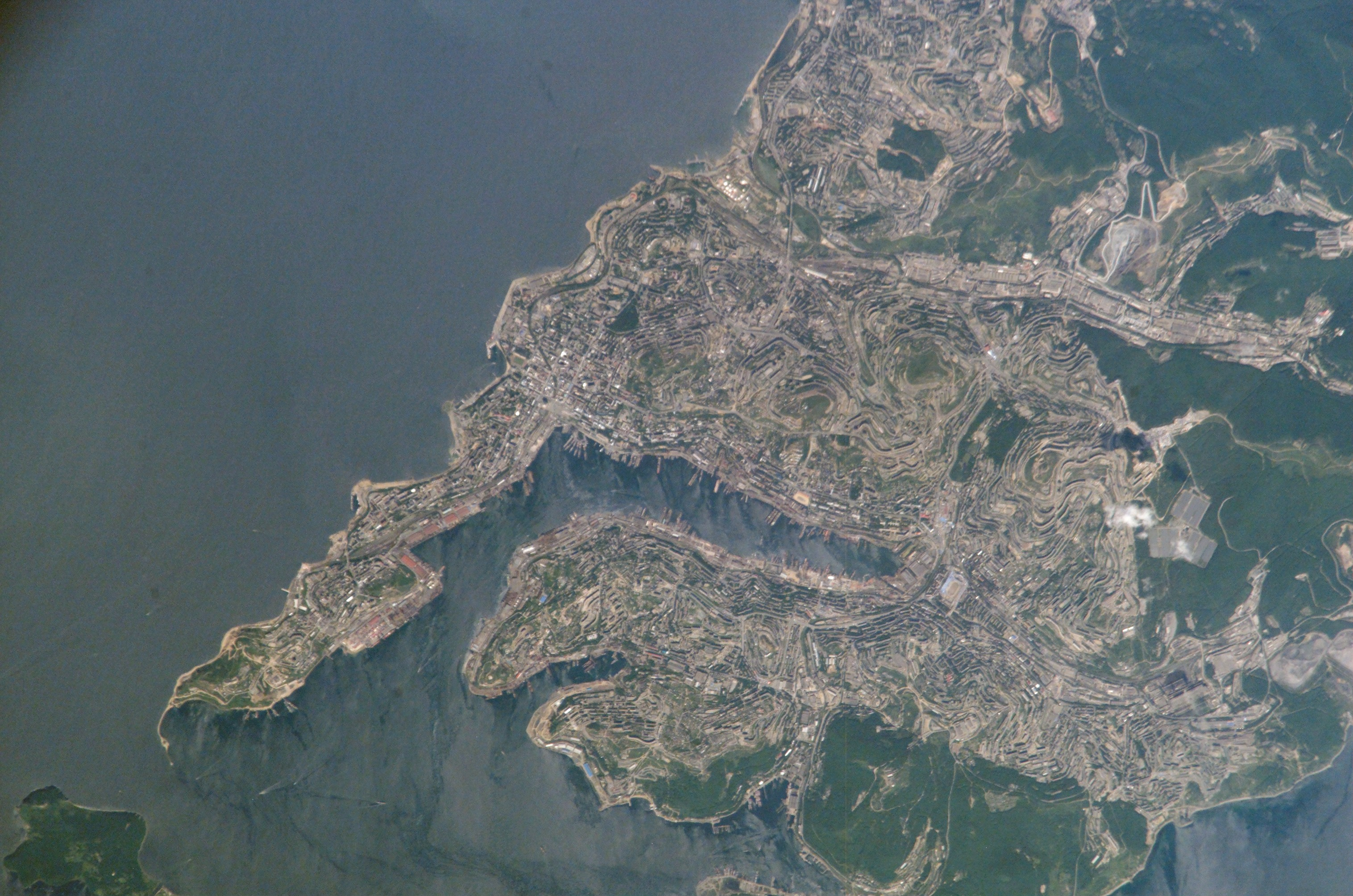
Vladivostok e a Baía de Zolotoi Rog vistas do espaço.

A Baía de Zolotoi Rog (em russo:  Золотой Рог) é uma baía em formato de chifre separada do golfo de Pedro, o Grande e do mar do Japão pela península de Shkota no noroeste, Cabo Goldolbina no leste-noroeste e Cabo Tigrovy no oeste. A baía possui sete quilômetros de extensão, com uma largura de cerca de dois quilômetros e uma profundidade variando entre 20 a 27 metros. O porto russo de Vladivostok fica nas colinas à frente da baía.
Até meados do século XIX, a baía era conhecida pelos chineses como "baía de Gamat". O primeiro navio europeu conhecido à ter ancorado em Zolotoi Rog foi um baleeiro francês em 1852. Durante a Guerra da Crimeia, o navio britânico Winchester visitou a baía enquanto procurava o esquadrão de Vasili Zavoiko. Os navios britânicos chamavam a baía de Port May. Em 1859, o Conde Nikolai Muraviov-Amurski deu ao porto seu nome atual, "Chifre de Ouro" em russo, como uma alusão a um porto parecido em Istambul.